# 後窪遺跡
後窪遺跡（こうわいせき、英語:Houwa sites）は、遼寧省東港市 (旧東溝県)馬家店町の三家子村後窪屯にある新石器時代の遺跡である。この遺跡は、2013年に第7陣全国重点文化財保護単位に指定された。
後窪遺跡は、黄海沿岸から南に16キロメートルの遼東半島の黄海沿岸北部の海岸平野に位置している。遺跡は後窪屯の東側の台地に集中しており、南北の長さは170メートル、東西の幅は10メートル、面積は1万7000平方メートルである。1981年、丹東文化財調査チームが後窪遺跡を発見し、試験発掘を実施した。1983年から 198年にかけて、遼寧省博物館、丹東市文化局、東溝県文化局は後窪遺跡の正式な発掘調査を実施し、43の住居跡、20の灰穴、および114,427点の陶器片 (393個の復元された陶器)、1668個の制作ツール、90個の彫刻、および17個のその他の器具を発見した。
発掘の結果、文化層は4層に分かれており、同じ遺物が出土する第2層と第3層を総称して上層、第4層を下層と呼び、上下で異なる文化に属していることが判明した。後窪下層文化の文化的内容は、遼寧省南部の小珠山下層文化と一定のつながりがあり、6,000年前のものである。後窪上層文化は約5,000年前のものである。
日本語の源流となる仮説上の言語「大陸倭語」について、後窪文化と関係ありとする説も提案されている（Robbeets 2017）。